# 湯島聖堂
湯島聖堂（ゆしませいどう）は、東京都文京区湯島一丁目にある史跡。江戸時代の元禄3年（1690年）、江戸幕府5代将軍徳川綱吉によって建てられた孔子廟であり、後に幕府直轄の学問所となった。JR中央線の御茶ノ水駅聖橋口からでて、聖橋を渡り右手の森の中にあり、「日本の学校教育発祥の地」の掲示がある。
湯島天満宮（湯島天神）とともに、年間（特に受験シーズン）を通して合格祈願のために、参拝に来る受験生が訪れる。特に、合格祈願の鉛筆を買っていく受験生の姿が多く見受けられる。国の史跡に指定されている。

## 歴史

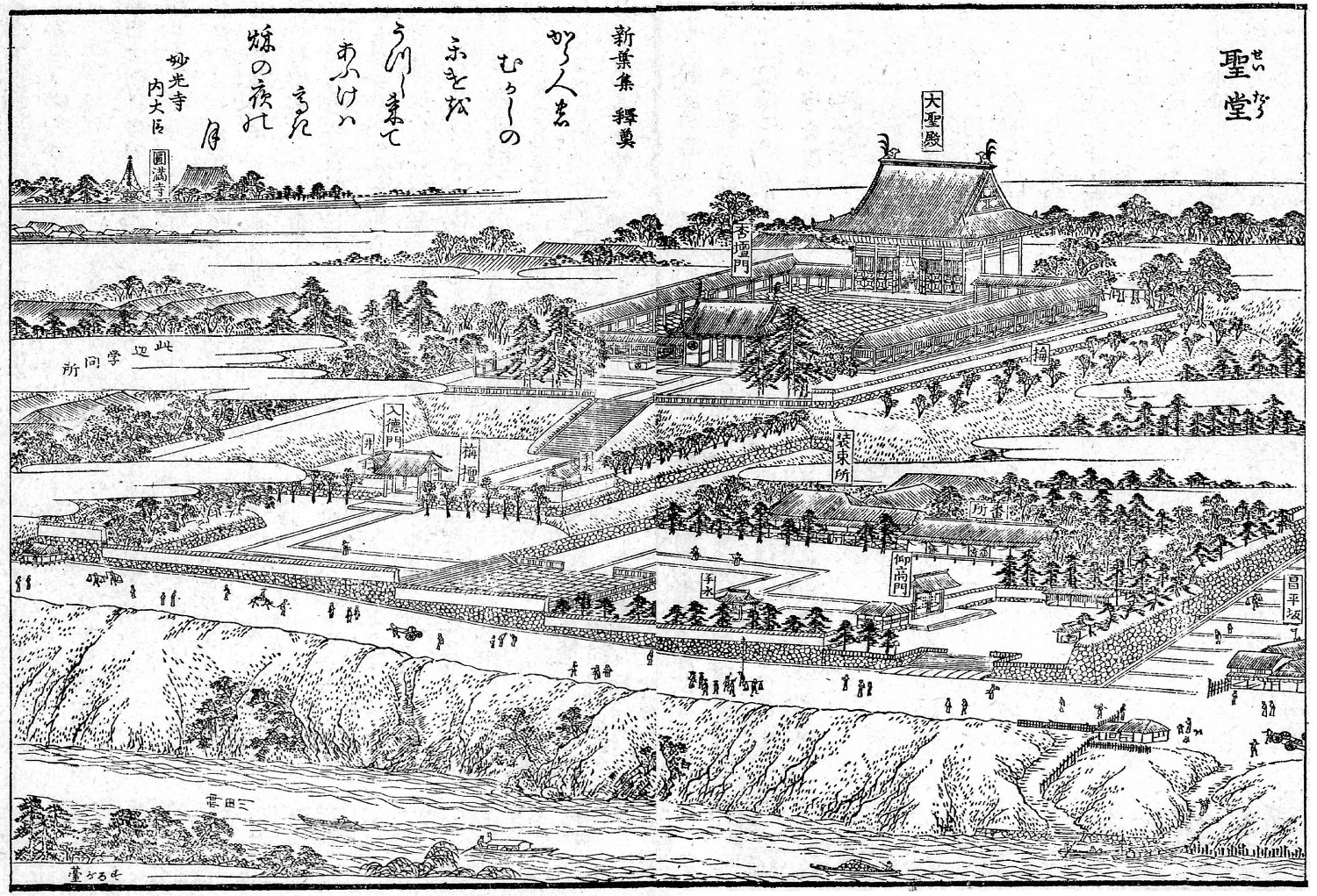
聖堂（江戸名所図会より）

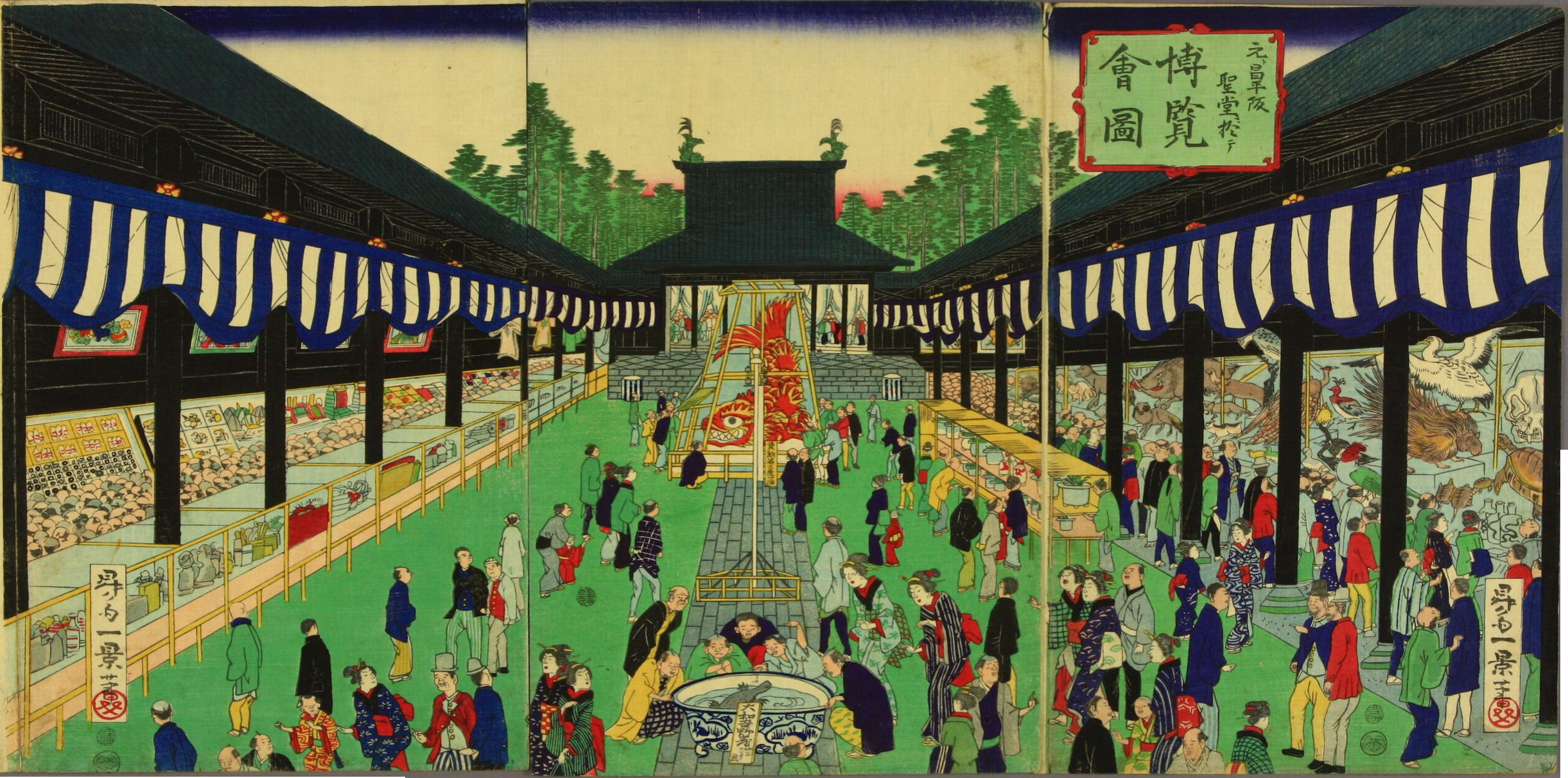
元昌平坂聖堂での博覧会（昇斎一景・1872年）

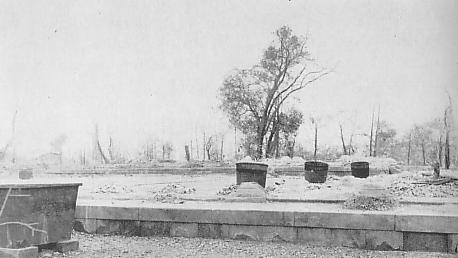
関東大震災で被災した湯島聖堂

1690年（元禄3年）、林羅山が上野忍が岡（現在の上野恩賜公園）の私邸内に建てた忍岡聖堂「先聖殿」に代わる孔子廟を造営し、将軍綱吉がこれを「大成殿」と改称して自ら額の字を執筆した。またそれに付属する建物を含めて「聖堂」と呼ぶように改めた。翌1691年（元禄4年）2月7日に神位の奉遷が行われて完成した。林家の学問所も当地に移転している。
大成院の建物は、当初朱塗りにして青緑に彩色されていたと言われているが、その後度々の火災によって焼失した上、幕府の実学重視への転換の影響を受けて再建も思うように出来ないままに荒廃していった。その後寛政異学の禁により聖堂の役目も見直され、1797年（寛政9年）林家の私塾が、林家の手を離れて幕府直轄の昌平坂学問所となる。これは「昌平黌（しょうへいこう）」とも呼ばれる。「昌平」とは、孔子が生まれた村の名前で、そこからとって「孔子の諸説、儒学を教える学校」の名前とし、それがこの地の地名にもなった。これ以降、聖堂とは、湯島聖堂の中でも大成殿のみを指すようになる。また、2年後の1799年（寛政11年）には長年荒廃していた湯島聖堂の大改築が完成し、敷地面積は1万2千坪から1万6千坪余りとなり、大成殿の建物も水戸の孔子廟にならい創建時の2.5倍規模の黒塗りの建物に改められた。この大成殿は明治以降も残っていた。
ここには多くの人材が集まったが、維新政府に引き継がれた後、1871年（明治4年）に後進の昌平学校は閉鎖された。教育・研究機関としての昌平坂学問所は、幕府天文方の流れを汲む開成所、種痘所の流れを汲む医学所と併せて、後の東京大学へ連なる系譜上に載せることができる。この間、学制公布以前に維新政府は小学→中学→大学の規則を公示し、そのモデルとして1870年（明治3年）、太政官布告により東京府中学がこの地を仮校舎として設置された。昌平学校閉鎖後、文部省や国立博物館（現在の東京国立博物館及び国立科学博物館の前身）等と共に、東京師範学校（現在の筑波大学）や東京女子師範学校（現在のお茶の水女子大学）が構内界隈に設置された。また、敷地としての学問所の跡地は、そのほとんどが現在東京医科歯科大学湯島キャンパスとなっている。
1872年（明治5年）3月10日から、大成殿で東京初の博覧会「湯島聖堂博覧会」（文部省博物局主催）が開催された。これが後の東京国立博物館の始まりである。

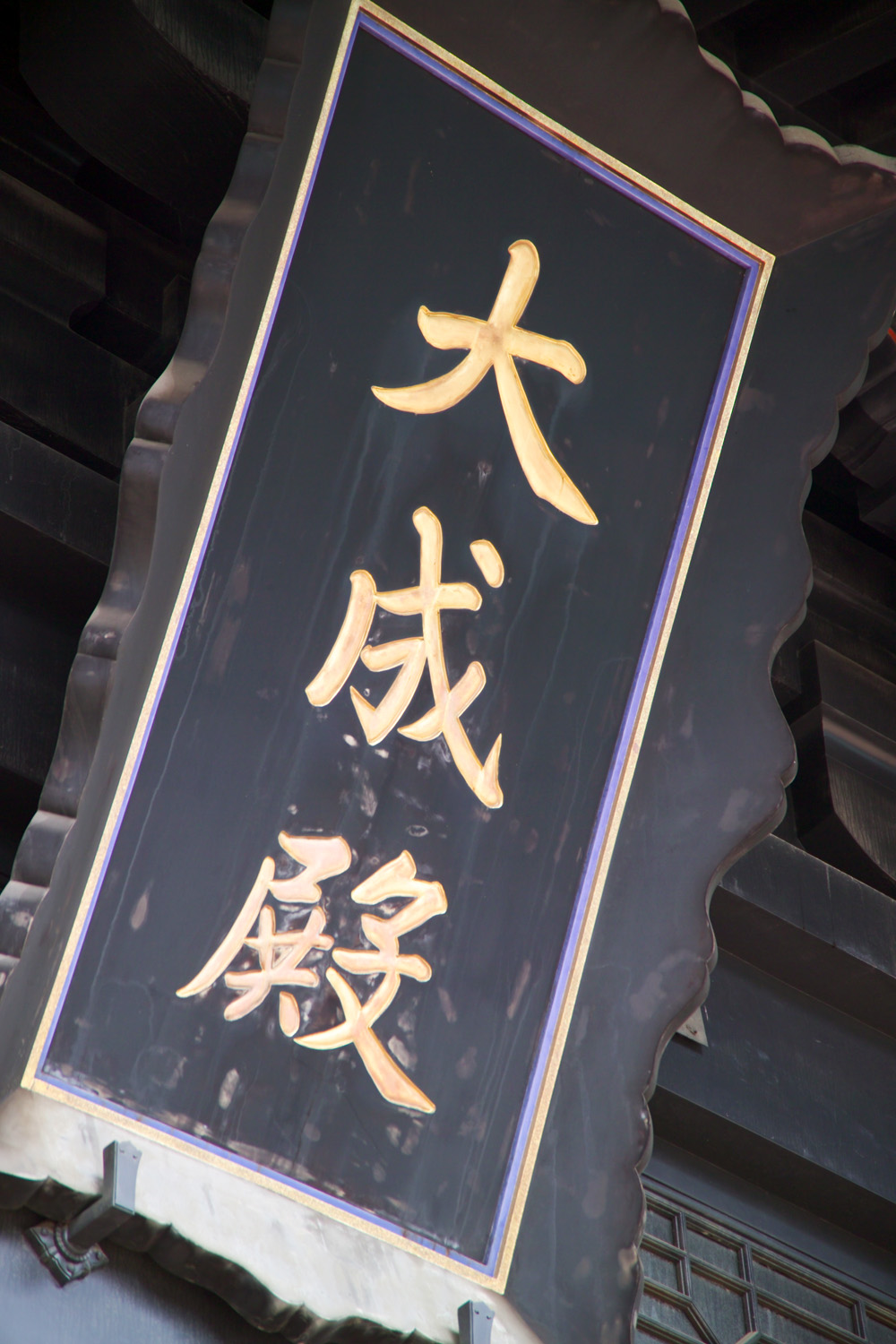
伏見宮博恭王の揮毫による「大成殿」の三字

1922年には敷地が国の史跡に指定されたが、翌1923年（大正12年）の関東大震災で入徳門と水屋以外の建物が焼失し、現在の大成殿は伊東忠太設計、大林組施工により、1935年（昭和10年）に鉄筋コンクリート造で再建されたものである。これは、寛政年間の旧制をもとに再建したものである。扁額の揮毫については、「大成殿」は財団法人斯文会総裁の伏見宮博恭王、「杏壇」は同会長の徳川家達公爵、「仰高」は同副会長の徳川圀順公爵に依頼された。
現在、湯島聖堂構内に飾られている世界最大の孔子像は、1975年（昭和50年）に台湾の新北市五股区を拠点とするライオンズクラブ「台北市城中獅子會（Taipei Cheng Chung Lions Club）」から寄贈されたもの。聖堂には孔子像の他、孔子の高弟たち、四賢像（顔子-顔回、曾子、思子-子思、孟子）が安置されている。大成殿は現在、土曜日曜、祝日のみ開放されており、見学可能である。

## 史跡指定と文化財保護
公益上必要やむを得ない場合を除き、聖堂跡地の現状変更を許可しないものとして、1922年（大正11年）3月8日、敷地が国の史跡に指定された。指定名称は「湯島聖堂」である。1956年（昭和31年）4月18日には、文化財保護委員会により財団法人斯文会が史跡の管理団体に指定された。1986年（昭和61年）度より文化庁による建物の保存修理工事が行われ、1993年（平成5年）3月に竣工した。

## おもな行事
- 正月特別参観・元旦素読始め（1月1日 - 1月4日）
- 孔子祭（4月第4日曜日）
- 鍼灸祭（5月第3日曜日）
- 神農祭（11月23日、勤労感謝の日）
- 湯島聖堂文化講演会（年1回、不定）

## その他
1970年代に日本テレビで放送されたドラマ「西遊記」では大成殿がロケ地となった。2006年にフジテレビでリメイクされた月9ドラマ「西遊記」のロケ地としても使用された。また、歌手の木村カエラの「Level42」という曲のプロモーション・ビデオの撮影にも使われている。
敷地内には珍しい楷の木がある。
ちなみに、JR御茶ノ水駅の上で神田川をまたぐ聖橋は、「2つの聖堂（湯島聖堂と、川向こうのニコライ堂）を結ぶ橋」であることからその名を得ている。
敷地内の斯文会館付近を東京メトロ千代田線のシールドトンネルが一部通過しており、ここで新御茶ノ水駅からの単線シールドトンネルを連結する場所とし、地上に換気口を設置した（神田川トンネル換気室）。しかし、換気口を設置する場所には江戸時代に造られた古井戸があり、湯島聖堂敷地内は文化財保護法に定められた「史跡」に該当するため、換気口設置後に求められた古井戸の原状回復は不可能であった。その後、文化庁と協議の結果、換気口覆工板（鉄板）上に古井戸の現状位置を示し、古井戸は他の場所に復旧する案が出されたことで、ようやく解決に至った。
2018年（平成30年）4月11日、敷地内の木製の看板が強風によって倒れ、隣の歩道を通っていたアイドルグループ仮面女子の猪狩ともかが看板の下敷きになり腰を骨折する事故が発生した。その後、国を相手取って提訴していたが、看板の管理者は国ではないとして訴えは退けられた。

## アクセス
- JR東日本御茶ノ水駅 徒歩2分
- 東京メトロ千代田線新御茶ノ水駅 徒歩2分
- 東京メトロ丸ノ内線御茶ノ水駅 徒歩1分

## ギャラリー

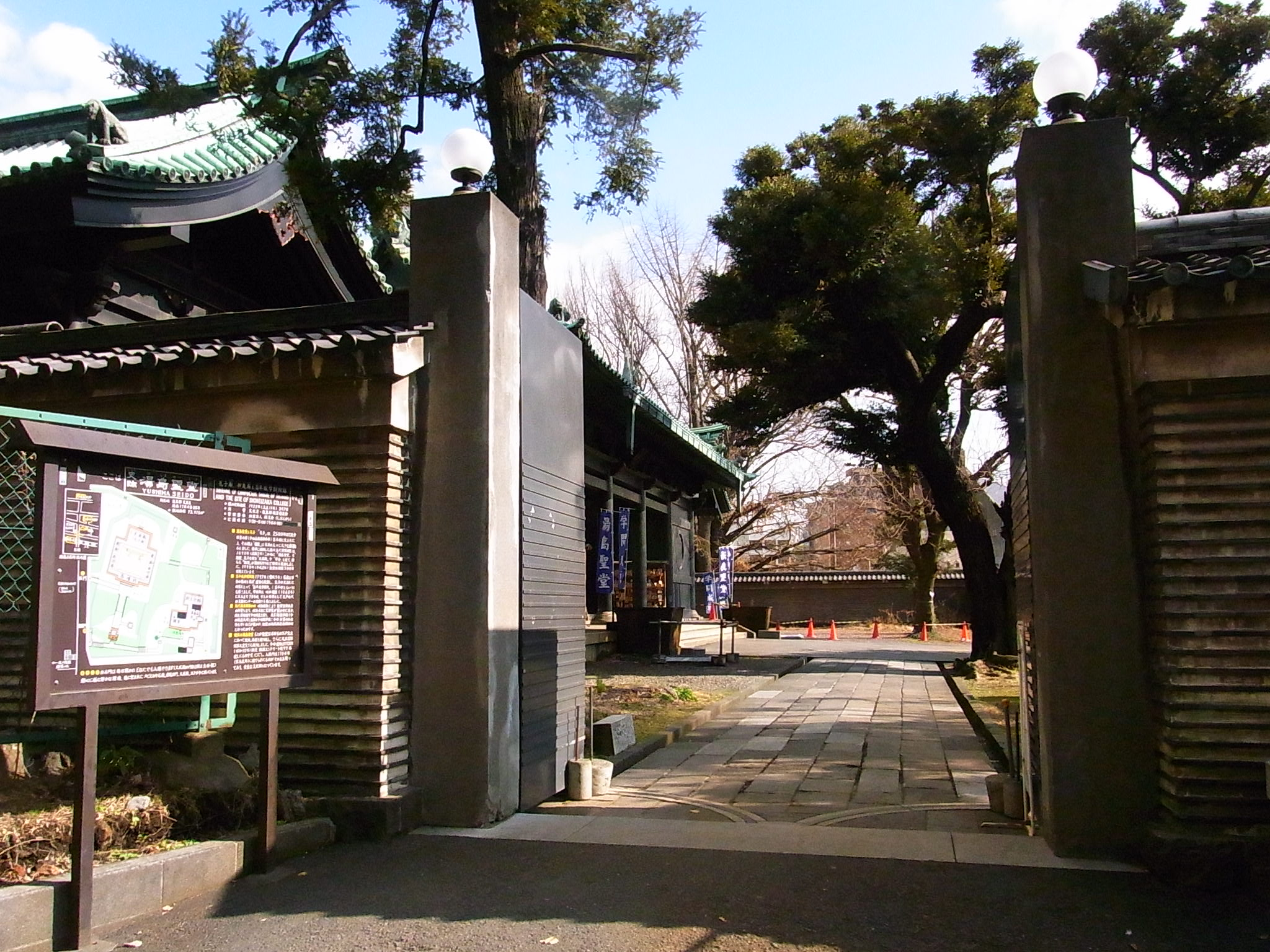
湯島聖堂西門（2010年2月3日撮影）
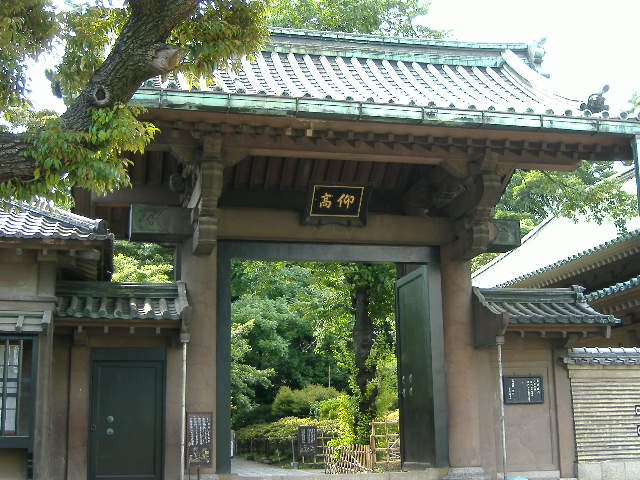
仰高門（ぎょうこうもん）（2008年6月15日撮影）
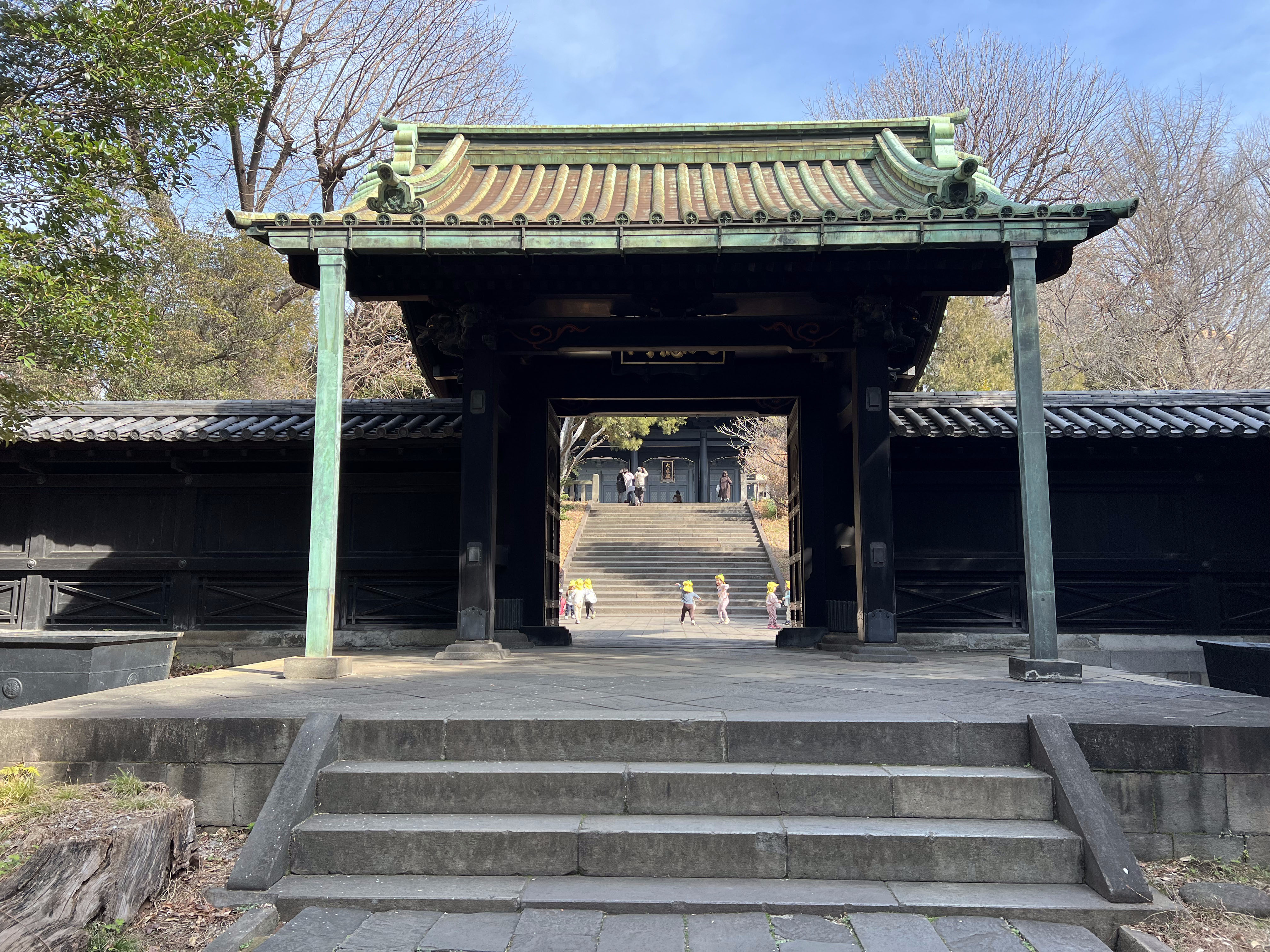
入徳門（にゅうとくもん）（2024年2月15日撮影）
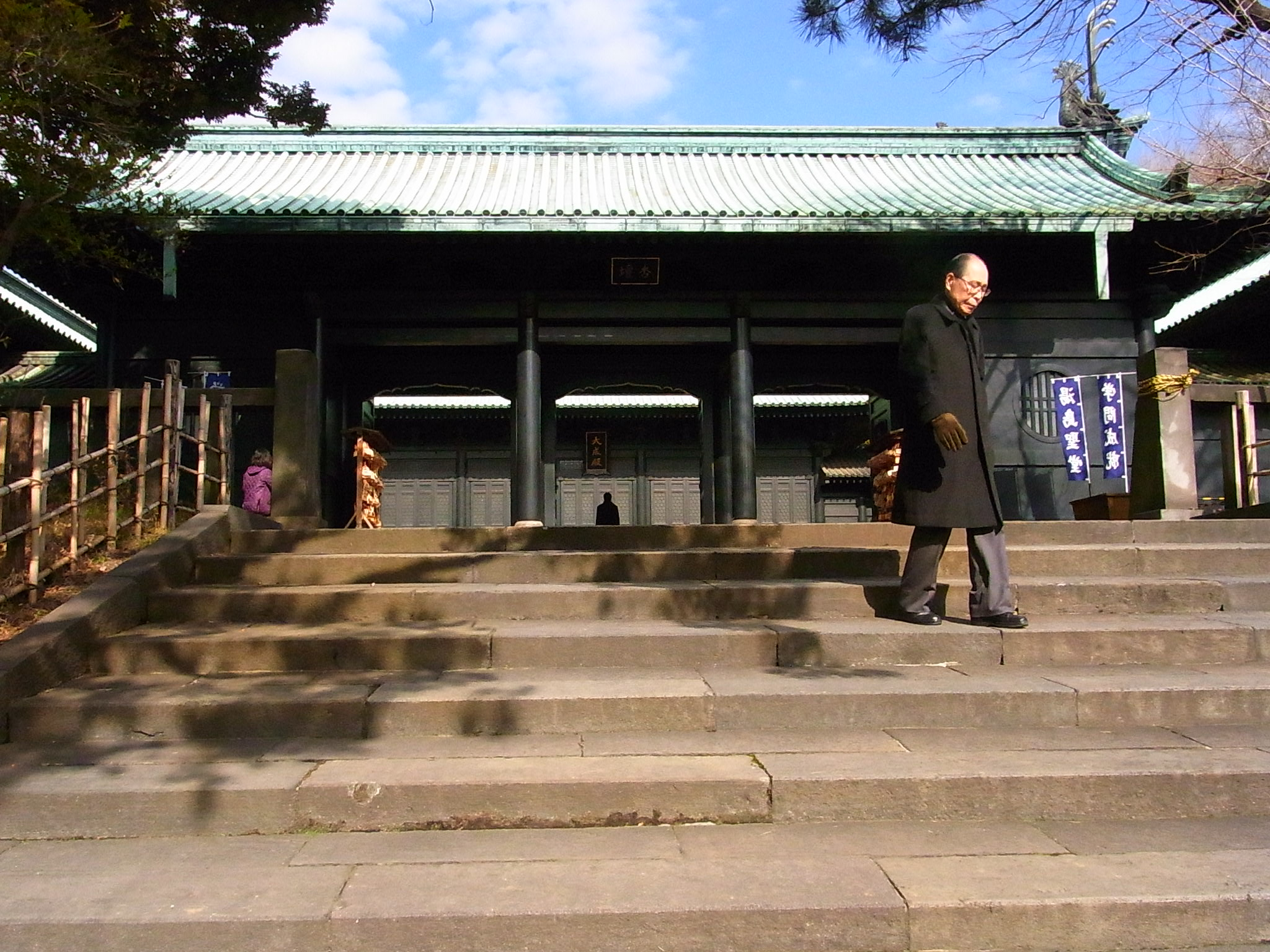
杏壇門（きょうだんもん）（2010年2月3日撮影）
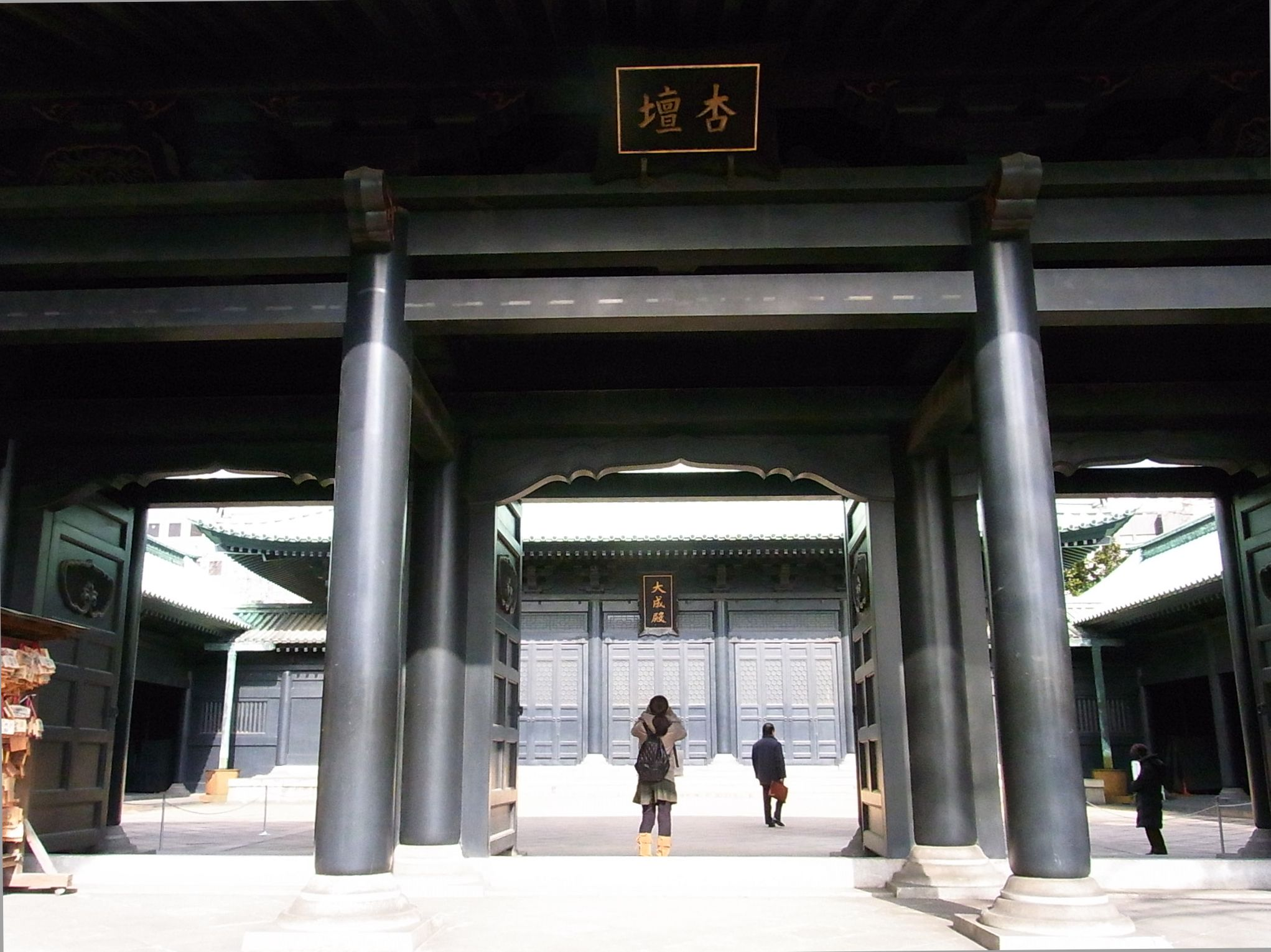
大成殿（たいせいでん 孔子廟）（2010年2月3日撮影）